# Lachemilla laxa
Lachemilla laxa är en rosväxtart som beskrevs av Carl Lebrecht Udo Dammer. Lachemilla laxa ingår i släktet Lachemilla och familjen rosväxter. Inga underarter finns listade i Catalogue of Life.